# Disney Jr. (France)
Disney Jr. est une chaîne de télévision thématique privée, destinée aux enfants ayant entre 3 et 7 ans. Elle est créée le 2 novembre 2002 sous le nom de Playhouse Disney. La chaîne appartient à The Walt Disney Company France, et a pris son nom actuel le 28 mai 2011.
La version française de Disney Jr. fait partie de la version d'Europe de l'ouest basée à Londres partageant sa programmation avec les flux en portugais, espagnol et néerlandais en Belgique.
La chaîne a cessé sa diffusion en France le 31 décembre 2024

## Histoire
Playhouse Disney est créé le 2 novembre 2002 avec Toon Disney et Disney Channel +1. Elle diffuse des programmes destinés à un public plus jeune que Disney Channel. À ses débuts, la chaîne diffuse ses programmes de 6 h à 21 h.
En juillet 2010, Disney Channel annonce la création de Disney Junior pour la tranche des 3-7 ans.
Playhouse Disney est renommé Disney Junior le 28 mai 2011. Le renommage s'accompagne du passage en 16:9 et l'ajout de la haute définition,.
Le 14 décembre 2015, Disney et Canal+ renouvellent leur contrat rendant les chaînes Disney Junior, Disney XD et Disney Cinema ainsi que le service Disney English exclusifs de Canalsat, elles cessent alors leur diffusion sur Numericable le 1er janvier 2016,.
À la suite du non-renouvellement du contrat entre Disney et Canal+, la chaîne est prévue de cesser sa diffusion sur Canal+ à compter du 31 décembre 2024.
En France, elle a cessé d'émettre avec National Geographic Wild et Disney Channel +1 et leurs contenus sont distribués sur Disney+ tandis que les chaînes Disney Channel ainsi que National Geographic ont repris leur diffusion sur les bouquets basiques des offres de Free à partir du 1er janvier 2025 et Orange à partir du 2 janvier et 6 février,. Cependant, la chaîne continue sa diffusion au Luxembourg, en Belgique et en Suisse.

### Voix off
- Sophie Courtois (Depuis le 2 novembre 2002)
- Vincent Ropion (Du 28 mai 2011 au 2 janvier 2023)
- Donald Reignoux (Depuis 2023)

### Identité visuelle (logo)

Logo de Playhouse Disney du 2 novembre 2002 au 21 juin 2003.
Logo de Playhouse Disney du 21 juin 2003 au 28 mai 2011.
Logo de Disney Junior du 28 mai 2011 à février 2019
Variante du logo avec les personnages de Mickey : Dingo, Minnie, Pluto, Mickey, Donald et Daisy
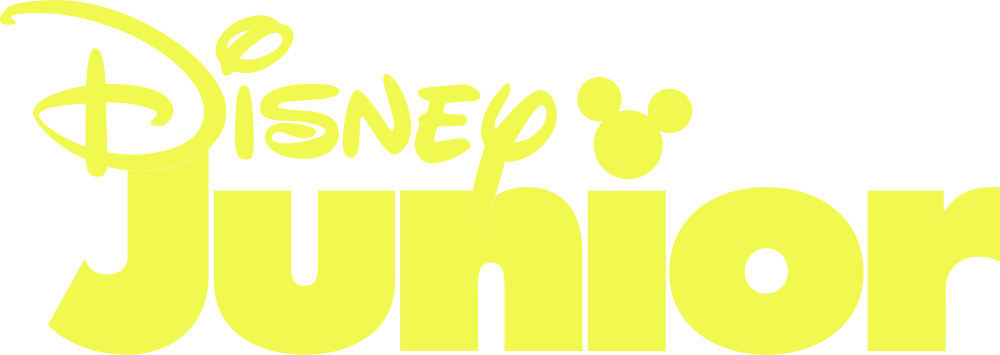
Logo de Disney Junior de février 2019 à mai 2024.
Logo de Disney Jr. depuis juin 2024.

## Programmes

### Dessins animés diffusés
- Les 7N
- Alice et la pâtisserie des merveilles
- Ariel
- Bali
- Bluey
- Cajou
- Disney tous en forme, l'astuce du jour
- En cuisine avec Zechef
- Fancy Nancy Clancy
- Firebuds: Premier Secours
- La boutique de Minnie
- La Maison de Mickey
- Le Petit Roi Macius
- Eureka !
- Gigantosaurus
- Henry Câlimonstre
- Kiya et les héros de kimoja
- Shérif Callie au Far West
- La Brigade des poussins
- La Garde du Roi Lion
- La Maison magique de Mickey
- Les histoires Toc-Toc de Tic et Tac
- Le cinéma de lexi
- Le quiz de Zack
- La ruche
- Le pyjamanimaux
- Mickey et ses amis : Top Départ !
- Rocketeer
- Les aventures de mickey et ses amis
- Mira, détective royale
- Nelly et César
- Paprika
- Princesse Sofia
- Pupstruction, les chiots en action
- Pyjamasques
- Simon
- Spidey et ses amis extraordinaires
- Star Wars : Les Aventures des petits Jedi
- SuperChatons
- T.O.T.S.
- Tous en forme avec Mickey
- Vampirina
- Zou

### Émissions
- Art Attack : magazine d'arts loisirs présenté par Anthony Martinez.
- A table les enfants ! : émission qui présente des fruits et des légumes, diffusée depuis 2013[12].

## Diffusion

### France
Disney Jr. était diffusée en exclusivité sur Canal+, elle fut la 1re chaîne jeunesse en France à être diffusée en HD.
Depuis le 31 décembre 2015, Disney Junior n'est plus diffusée sur Numericable.

### Outre-mer
La version française de Disney Jr. n'est plus diffusée en Afrique et en outre-mer depuis 2025 où elle était exclusive à Canal+.

## Audiences
Sur la période septembre 2012 à février 2013, la chaîne était la 2e chaîne la plus regardée du Disney-ABC Television Group en France avec 0,9 %, derrière Disney Channel.